# Eudorylas major
Eudorylas major är en tvåvingeart som först beskrevs av Enrico Adelelmo Brunetti 1923.  Eudorylas major ingår i släktet Eudorylas och familjen ögonflugor. Inga underarter finns listade i Catalogue of Life.